# Schmarsau (Dannenberg)
Schmarsau ist ein Ortsteil der Stadt Dannenberg (Elbe) in der Samtgemeinde Elbtalaue im Landkreis Lüchow-Dannenberg in Niedersachsen. Das Dorf liegt westlich vom Kernbereich Dannenbergs.

## Geographie
Naturräumlich befindet sich Schmarsau auf einer Anhöhe im Niederen Drawehn; der besiedelte flache Südhang erstreckt sich teilweise bis in die Gemarkung des Nachbarortes Prisser. Südlich schließt sich die feuchte Niederung des Prisserschen Baches an, wo auch die B 191 verläuft.  Nordwestlich vom Ort, einen Kilometer entfernt, liegt das Naturschutzgebiet Maujahn.

## Geschichte
Früher war der Ort sehr dicht bebaut, wurde dann aber durch einen Großbrand 1861/62 teilweise vernichtet. Dies betraf insbesondere den südlichen und östlichen Bereich des Dorfes. Der anschließende Wiederaufbau erfolgte etwas aufgelockerter, einzelne Höfe wurden an den Rand ausgesiedelt. Im Nordwesten ist erheblich ältere Gebäudesubstanz von dem Brand verschont geblieben, wurde später aber baulich überformt. Hier ist noch eine unregelmäßig bebaute Rundlingsstruktur erkennbar. Entlang des Hangs im östlichen Teil bestimmt moderne Wohnbebauung das Ortsbild.
Südwestlich des Dorfes befindet sich eine ehemalige Wassermühle am Prisserschen Bach, die unter anderem um 1700 als Papiermühle betrieben worden war, später auch wieder als Korn- und Sägemühle.
Schmarsau war ursprünglich eine Gemeinde im Kreis Dannenberg und wurde 1929 in die Gemeinde Prisser eingegliedert, die ihrerseits am 1. Juli 1972 Teil der Stadt Dannenberg wurde.